# Диявол теж плаче
Диявол теж плаче (яп. デビルメイクライ, англ. Devil May Cry) — аніме-серіал створений студією «Madhouse» під керівництвом режисера Ітаґакі Шін. Сюжет ґрунтується на серії відеоігор «Devil May Cry». Прем'єра відбулася 14 червня 2007 року на японському телеканалі WOWOW. Усього випущено 12 епізодів. 30-го червня 2007 року на Anime Expo 07 компанія «ADV Films» анонсувала ліцензування аніме в Північній Америці. Проте 2008 року права були передані «Funimation Entertainment». Перша американська телетрансляція була на телеканалі Funimation Channel у вересні 2010 року. З 15-го липня 2015 року серіал транслювався на телеканалі Chiller Network. В Україні показ цього аніме почався у 2010 році на QTV.

## Синопсис
Дія серій відбувається десь між подіями Devil May Cry та Devil May Cry 2. Аніме засноване на манзі й новелах, і показує повернення завсідників оригінальної ігрової серії, Тріш і Леді.
Данте має власний бізнес зі знищення демонів та інших потойбічних істот. Його організація називається «Devil May Cry». Попри наявність постійних замовлень, Данте перебуває у фінансовій скруті. В аніме з'являються двоє нових постійних персонажів: агент Моррісон, який часто відвідує Данте й пропонує йому роботу; та Петті Лоуелл, молода сирота, яку він врятував у першому епізоді від демонів. Окрім окремих сюжетних ліній в кожній серії, присутня також загальна наскрізна сюжетна арка.

## Дійові особи
Данте (яп. ダンテ, Данте)
Сейю: Тощіюкі Морікава
Напівдемон, син Спарди — легендарного Темного лицаря (демон) — і Єви (людини). Данте працює приватним детективом, виконуючи замовлення, що пов'язані з надприродним (в основному демонами). Завжди виконує будь-яке діло. Данте сильний і може перемогти голими руками невелику армію демонів низького рівня. Він полюбляє жартувати і обожнює полуничне морозиво. Майстерно володіє власною зброєю — мечем «Rebellion» (укр. Повстанець) і парою пістолетів «Ebony» (чорного кольору) і «Ivory» (срібного кольору). Данте зажди має борги, бо під час роботи збитки від його руйнацій перевищують дохід від замовлення. Також він боржник Леді, якій зобов'язаний віддати невизначену суму грошей. Вона часто забирає його оплату як часткове гасіння боргу.
Тріш (яп. トリッシュ, Торіщщю)
Сейю: Ацуко Танака
Створена Лордом Мундусом демониця в образі матері Данте. Має сили на кшталт електризації й регенерації. Вона приєдналася до Данте після поразки Мундуса, ставши його партнеркою, але через деякий час через неодноразові суперечки стала працювати окремо як мандрівна мисливиця. Під час останньої зустрічі Данте нагадав їй, що вона може повернутися в будь-який час, хоча не побажав визнати, що йому просто самотньо в офісі. Характер Тріш є протилежним характеру Данте. На відміну від Данте або Леді, Тріш не приймає замовлення. Вона просто мандрує з місця на місце в пошуках демонів як вільна найманка. Тріш насолоджується покупками одягу та іноді присилає рахунки Данте. Спочатку Тріш зустрічається з Леді у битві, яку наче розпланував Данте. Пізніше вони стають найкращими подругами та разом надокучають Данте.
Леді (яп. レディ, Реді)
Сейю: Фуміко Орікаса
Справжнє ім'я — Марія. Донька жриці, яка пожертвувала собою, щоб Спарта запечатав браму між світами людей і демонів. Леді пізніше стала мисливицею на демонів і першою помічницею Данте. Вона іноді пропонує йому роботу, але забирає всю оплату як частину боргу. Леді кваліфікована акробатка, фахівчиня зі зброї й майстерно грає в більярд.
Петті Лоуелл (яп. パティ·ローエル, Паті Ро:еру)
Сейю: Місато Фукуен
Молода дівчина, яку Данте зустрів після того, як вона нібито вступила у багату спадщину. Але це виявилось шахрайством, і вона з того часу проводила багато часу з Данте. Насправді дівчина виявилася нащадкою потужного мага, який запечатав диявола Абігайль. Петті любить милі речі, іноді прикрашаючи похмурий офіс Данте стрічками й плюшевими іграшками. Вона любить романтичні телепередачі й служить єдиним джерелом жіночого впливу Данте.
JD Morisson (яп. J · D ·モリソン, J. D. Morison)
Сейю: Акіо Оцука
Хороший друг Данте. Він знаходить йому замовлення й допомагає з ремонтом офісу.
Сід (яп. シド, Shido)
Сейю: Начі Нозава
Демон найнижчого рівня. У першій серії Данте показує милосердя до Сіда і стримується від вбивства його, коли надається можливість. Спочатку, здавалося б, незначна небезпека і незначна неприємність. Однак Сід завжди намагається збільшити власну силу й убити Данте.

## Список серій
| №  | Назва                                 | Дата показу |
| -- | ------------------------------------- | ----------- |
| 01 | «Диявол теж плаче» «Devil May Cry»    | 14.06.2007  |
| 02 | «Легенда доріг» «Highway Star»        | 21.04.2007  |
| 03 | «Заборонене кохання» «Not Love»       | 28.06.2007  |
| 04 | «Гуркотіння грому» «Rolling Thunder»  | 05.07.2007  |
| 05 | «Приватне життя» «In Private»         | 12.07.2007  |
| 06 | «Королева року» «Rock Queen»          | 19.07.2007  |
| 07 | «Виконання бажань» «Wishes Come True» | 26.07.2007  |
| 08 | «Колись давно» «Once Upon A Time»     | 02.08.2007  |
| 09 | «Смертельний покер» «Death Poker»     | 09.08.2007  |
| 10 | «Остання обіцянка» «The Last Promise» | 26.08.2007  |
| 11 | «Шоу починається!» «Showtime!»        | 30.08.2007  |
| 12 | «Стильно!» «Stylish!»                 | 06.09.2007  |